# 톰 맬리나우스키
터마시 "톰" 맬리나우스키(영어: Tomasz P. "Tom" Malinowski, 1965년 ~ )는 미국 민주당 소속의 정치인이다. 오바마 행정부 현 국무부 인권 담당 차관보이다. 2001년부터 2013년까지 국제인권감시기구 워싱턴지부장으로 있었다. 본디 폴란드 태생으로, 6세 때 미국으로 이주하였다.

맬리나우스키 차관보는 2016년 2월 전략국제문제연구소에서 연 '북한 인권과 안보의 결합' 세미나에서, 북한 주민들에게 외부 세계의 정보를 빠르고 안전하게 전달하여 북한 정권의 정보 장악을 허물 것이라고 말했다. 차관보는 같은해 6월 비공개로 방한하여, 대한민국 외교부, 통일부, 유엔난민기구 서울사무소와 대담하였다. 차관보는 이날 북한 인권 상황 개선에 강한 의지를 보이며 인권 유린 가해자들은 김여정과 같은 지배층이라도 예외 없이 처단할 것이라고 밝혔다.